# Chimiyé
Singles de Aya Nakamura
42
(2024) Baddies
(2025)
Clip vidéo
[vidéo] « Chimiyé », sur YouTube
Chimiyé est un single de la chanteuse franco-malienne Aya Nakamura. Il est sorti le 20 février 2025.
Elle utilise le parlé-chanté. Le morceau est réalisé en collaboration avec Doums et Alpha Wann,.

## Formation
- Aya Nakamura — chant
- JAYJAY — production
- Doums — production
- Alpha Wann — production

## Classements et certifications
| Classements (2025) | Meilleure position |
| ------------------ | ------------------ |
| France (SNEP)      | 53                 |